# We the Kings

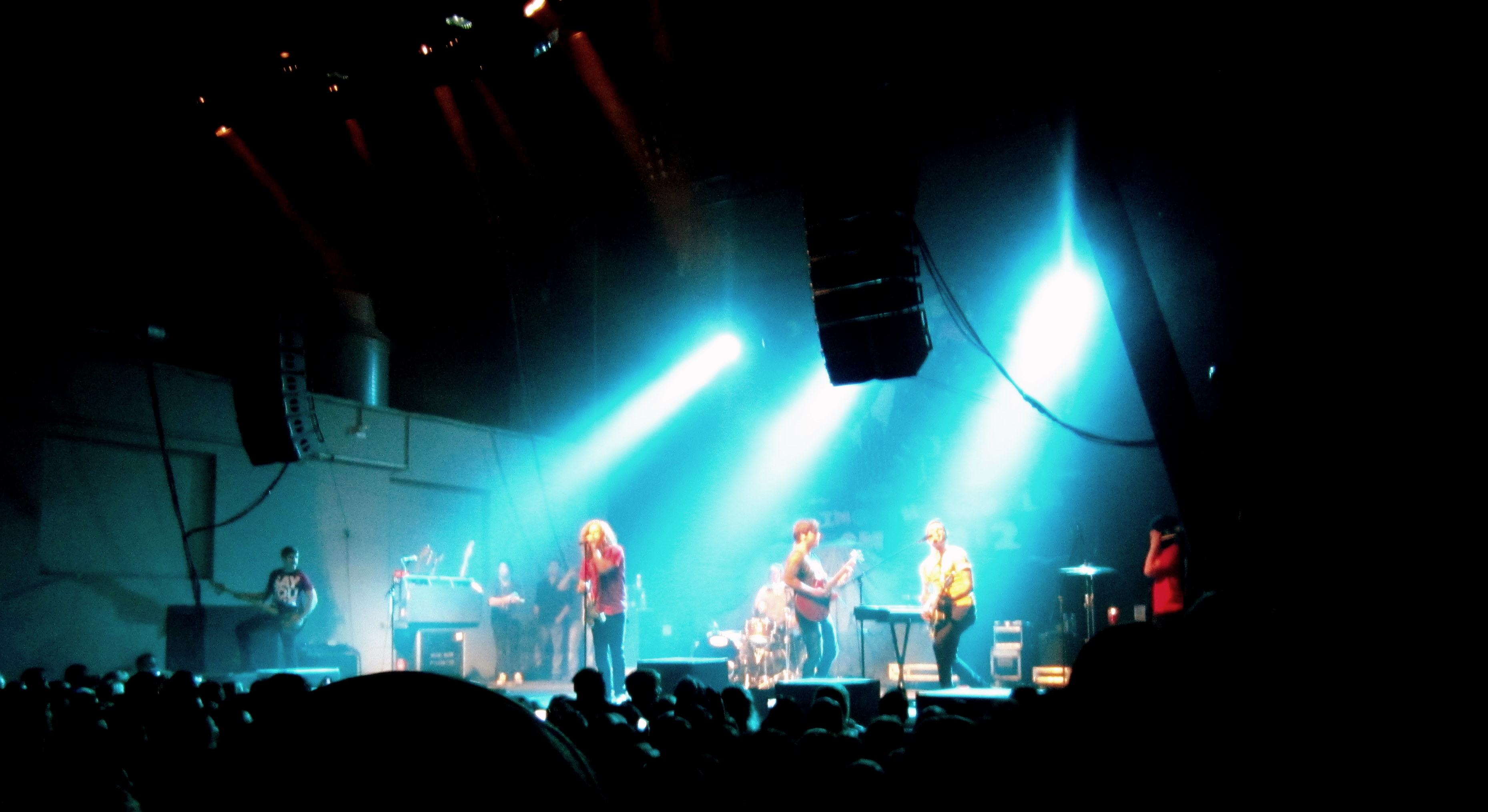
We the Kings 2012

We the Kings är ett amerikanskt powerpop/rock-band från Bradenton, Florida i USA som bildades 2003 av Travis Clark. De är för tillfället inskrivna i skivbolaget S-Curve Records.

## Historia
Bandet möttes först på Martha B. King Middle School i Bradenton, Florida, varifrån de fick sitt bandnamn. Senare, när Travis Clark gick på Manatee High School, startade han ett band vid namn "Broken Image". Just då var Hunter Thomsen, Drew Thomsen och Danny Duncan i andra band. Men Travis "cherry picked" (som han kallar det) för att forma deras band. I alla fall, p.g.a. ett annat band som redan kallade sig själva "Broken Image", ändrade de namnet till DeSato. Senare, efter en rättegång, ändrade de namnet till We the Kings.
Gruppen började turnera seriöst, och de turnerade med band som Boys Like Girls, Fall Out Boy och Self Against City eftersom de inte var inskrivna i något skivbolag, så hamnade de på PureVolume top 10 listan. Efter fortsatta framgångar via internetsajter som MySpace,  blev gruppen signerade till S-Curve Records, som har givit ut deras självbetitlade album "We The Kings" den 2 oktober 2007.
Bandet har turnerat med band som Metro Station, Cute Is What We Aim For, Madina Lake, All Time Low, Mayday Parade, Never Shout Never, Cobra Starship, Forever The Sickest Kids, No Syke, Simple Plan med flera.
8 april förekom deras låt "Check Yes Juliet" i ett avsnitt på MTV:s serie The Hills.
28 oktober 2010 spelades en liten del av deras låt "We'll Be A Dream" i ett avsnitt för tv-serien Vampire Diaries.

## Andra studioalbum (2009)
Bandets frontman, Travis Clark tillkännagav på Twitter att de hade spelat in nya låtar. Bandets andra album, som heter "Smile Kid" släpptes den 8 december 2009.
En singel från skivan släpptes den 1 september 2009 och heter "Heaven Can Wait".

## Turnéer
2007 var We the Kings med på turnén Tourzilla, med Boys Like Girls, All Time Low & The Audition. De turnerade också som support för Cobra Starship i början av 2008 tillsammans med Metro Stationoch The Cab. We The Kings spelade också alla datum under Warped Tour 2008. De spelade sin första huvudturné "Long Hair, Dont Care" tour med bland annat Valencia och The Cab. I maj och juni var We The Kings stöd för banden Cute Is What We Aim For och Boys Like Girls på deras turné i Storbritannien.
I februari 2009 var We the Kings med i turnén "The Secret Valentine Tour" med The Maine, The Cab, There For Tomorrow och VersaEmerge. 8 juli 2009 turnerade de som support för All Time Low tillsammans med Cartel. De spelade också på Warped Tour 2009 och genomförde hösten 2009 en turné som stöd för All Time Low på "Glamour Kills Tour" med Hey Monday och The Friday Night Boys. Bandet spelade även på Warped Tour 2010.

## Medlemmar
- Travis Clark – Sång och gitarr
- Danny Duncan – Trummor
- Charles Trippy (Internet Killed Television) – Bas
- Hunter Thomsen – Gitarr och bakgrundssång
- Coley O'Toole - Piano, Gitarr, bakgrundssång

### Tidigare medlemmar
- Andrew Thomsen - Bas

## Diskografi
- Ivy (2005)
- Friendship Is a Touchy Subject (2005)
- Between the Ink and the Paper (2006)
- We the Kings (2007)
- Secret Valentine EP (2008)
- Smile Kid (2009)
- Sunshine State of Mind (2011)
- Somewhere Somehow (2013)